# ويليام كيندال
ويليام كيندال (18 ديسمبر 1973 - ) (بالإنجليزية: William Kendall)‏ هو لاعب كريكت بريطاني. شارك مع منتخب إنجلترا للكريكت.

## وصلات خارجية
- ويليام كيندال على موقع إي آس بي آن كريك إنفو (الإنجليزية)